# Јафет
Јафет (хебр. יפת, грч. Ἰάφεθ, арап. يافث) је по сведочењу Старог завета један од тројице синова Ноја, и брат Хамов и Семов. 
Јафет се често сматра најмлађим Нојевим сином, иако га неки сматрају старијим. У Књизи постања (5:32 и 9:18) Нојеви синови су наведени у редоследу; Сем, Хам и Јафет, али су обрнутом редоследу наведени у поглављу 10, па би по том тумачењу Јафет био најстарији Нојев син.
Верници га сматрају праоцем европских народа. Разлог за то је стих у Књизи постања (10:5), који наводи: „синови Јафетови преселише се у острва народима“. Неки верују да се то односи на грчка острва, док други сматрају да су то Британска острва.
У Библији, се помињу седам Јафетових синова и седам унука :
- Гомер
  - Ашкеназ
  - Рифат
  - Тогарма
- Магог
- Мадај
- Јаван
  - Елиша
  - Таршиш
  - Китијци
  - Доданци
- Тубала
- Мешех
- Тирас